# رد هوک (بروکلین)
رد هوک (به انگلیسی: Red Hook) یک محلهٔ مسکونی در ایالات متحده آمریکا است که در شمال غربی بروکلین واقع شده‌است.